# Nikolaj Jusupov

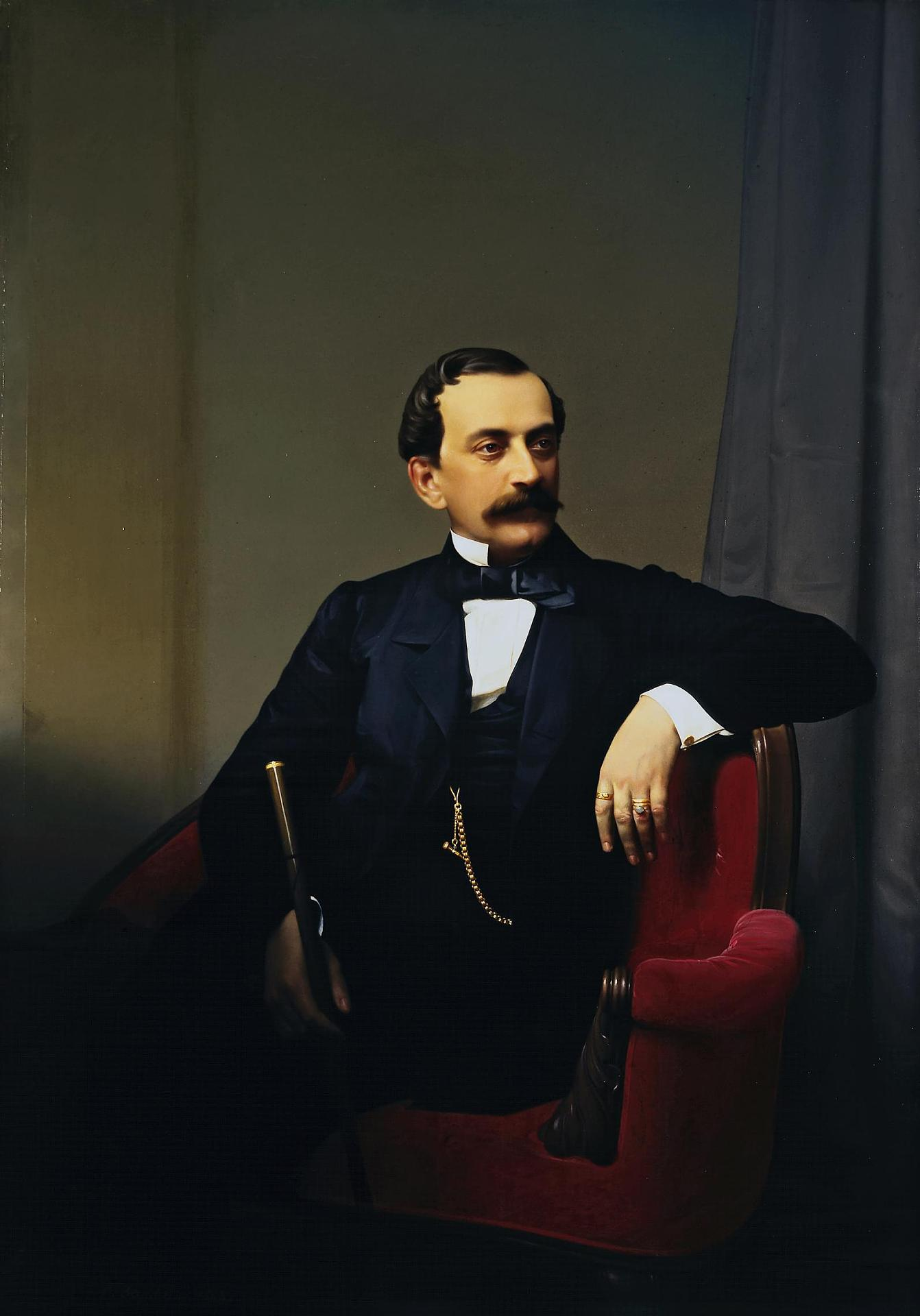
Nikolaj Jusupov.

Nikolaj Borisovitj Jusopov (ryska: Николай Борисович Юсупов), född 12 oktober 1827 i Sankt Petersburg, död 19 juli 1891 i Baden-Baden, var en rysk furste och musiker. 
Jusupov , som var studerat violinspel under Henri Vieuxtemps, underhöll ett kapell i sitt palats i Sankt Petersburg och gjorde vidsträckta resor i Europa för sina skrifter Luthomonographie (1856; om violintillverkningen) samt Histoire de la musique en Russie (I, 1862). Han framträdde även som kompositör med en violinkonsert och en programsymfoni med obligat violin, benämnd Gonzalve de Cordoue.